# أملج أزرق الأوراق
أملج أزرق الأوراق (الاسم العلمي:Phyllanthus glaucophyllus) هو نوع من النباتات يتبع جنس الأملج من الفصيلة الأملجية.